# Конрад I (герцог Баварії)
Конрад або Куно I (*Konrad (Kuno) I., бл. 1020  —5 грудня 1055) — герцог Баварії у 1049—1053 роках. Оскільки низка дослідників рахує Конрада, короля Німеччини, як герцога Баварії, звідси може бути Конрадом II.

## Життєпис
Походив з династії Еццоненів. Онук Еццо, пфальцграфа Лотарингії. Син Людольфа фон Браувайлер, та Матильди фон Цютфен. Дідом Конрада був Еццо, пфальцграф Лотарингії. Бабусею за материнською лінією була донька імператора Оттона II. Народився близько 1020 року. Після смерті батька у 1033 році отримав графство Цютфен. 1034 року після смерті діда Еццо намагався отримати Лотаринзьке пфальцграфство, проте марно. У 1042 році імператор передав графство Гоцелону I, герцогу Нижньої Лотарингії.
У 1049 році імператор Генріх III призначив Конрада герцогом Баварії. Проте Конрад I не користувався впливом серед баварської знаті. Цим скористався Генріх III для посилення власного впливу в Баварії. Разом з тим після свого призначення герцогом Конрад I взяв у дружини доньку Оттона III, герцога Швабії, тим самим зміцнивши свою владу в Баварії. Втім в цьому намаганні вступив у конфлікт з Гебхардом III, єпископом Регенсбургу. Водночас тривалий час вважався можливим спадкоємцем імператора.
1052 року його було викликано до рейхстагу в Мерзебурзі. У 1053 році Конрада I було повалено з герцогства. Його наступником став син імператора Генріха III — Генріх. Конрад відмовився підкоритися волі імператора, але не мав сил для спротиву. Тому втік до Угорщини, до короля Андраша I. З Угорщини він зробив кілька військових походів до Каринтії і в Баварську Східну марку, де займався грабунками.
У 1055 році Конрад фон Цютфен очолив змову проти імператора, в якій також брав участь герцог Вельф III, герцог Каринтії. Повстання було придушено, а Конрад і Вельф III загинули. Перепоховано у Сент-Маріенградені в Кельні в 1063 році.

## Родина
Дружина — Юдіт, донька Оттона III, герцога Швабії